# 8,8 cm FlaK
Il cannone contraerei 8,8 cm Fliegabwehrkanone (FlaK), soprannominato Flak 88, fu uno dei cannoni di maggior successo della seconda guerra mondiale. Venne utilizzato anche come cannone controcarri ed in questa funzione si dimostrò una delle armi meglio riuscite fra quelle prodotte nell'intervallo fra le due guerre mondiali.

## Le origini
Nel corso della prima guerra mondiale era stato prodotto dalla Krupp e dalla Erhardt (successivamente Rheinmetall) un cannone contraereo del calibro di 88 mm (8,8 cm FlaK) destinato a difendere le città tedesche nelle zone della Ruhr e della Renania dalle incursioni aeree che, nel 1917, cominciavano a interessare quelle zone, prossime ai confini con la Francia.
Dopo il trattato di Versailles la Krupp, per eludere le clausole che limitavano la produzione di artiglierie in Germania, inviò un gruppo di tecnici in Svezia per sviluppare cannoni contraerei in collaborazione con la Bofors: il prodotto finale fu il Bofors 75 mm, ma l'esercito tedesco valutò le caratteristiche del pezzo ancora insufficienti e richiese la progettazione di un cannone di calibro superiore. Nel frattempo, nel 1933 la Germania aveva denunciato il Trattato di Versailles, quindi questo nuovo pezzo comparve direttamente con la denominazione tedesca, 8,8 cm Flak Mod 18. Fu subito chiaro che si trattava di un cannone molto ben riuscito, e fu ordinato in un gran numero di esemplari per la Luftwaffe, che aveva le competenze per la difesa aerea della Germania. Il Mod 18 aveva la canna in un pezzo unico, caratteristica che rendeva necessaria la completa sostituzione di essa dopo un certo numero di tiri. Con il 8,8 cm FlaK 36 la canna fu costruita in sezioni separate, facilitando quindi la sostituzione delle canne usurate dal tiro e permettendo di sostituire solo la sezione adiacente alla culatta (quella che, a causa della maggiore temperatura, si usurava più facilmente).
Il modello 8,8 cm FlaK Mod 37 aveva un sistema di trasmissione dati ottimizzato per l'impiego da postazioni fisse (quindi per essere utilizzato per la difesa contraerea del territorio e non per quella delle unità da campagna). In pratica questi tre modelli erano intercambiabili, quindi non era difficile vedere canne del Mod 18 su affusti del Mod 37 e viceversa.

## 8,8cmFlaK 18

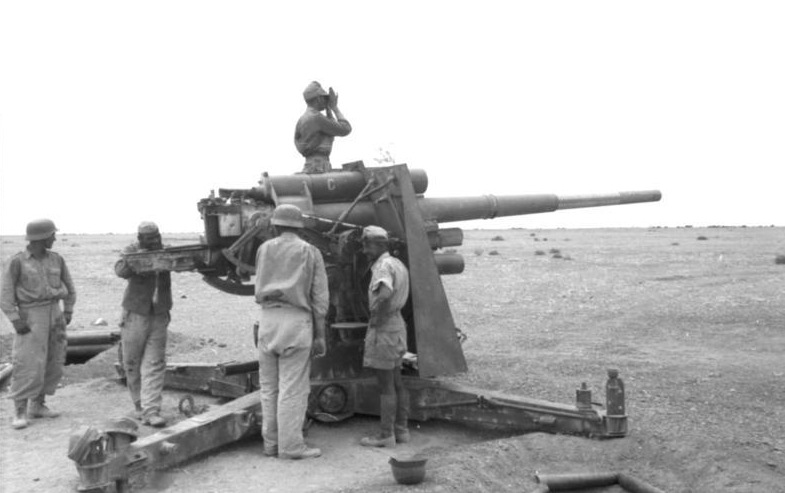
Un 88 Flak 18 controcarri nella campagna di Nord Africa nel 1942

Il cannone FlaK 18 aveva una canna in due pezzi, incamiciati in modo da poter sostituire solo una parte della canna stessa, della lunghezza di 53 calibri (anche se il cannone era indicato come L/56) per una lunghezza totale di 4664 mm. Il meccanismo di otturazione era a movimento orizzontale semiautomatico, attivato da una molla messa in tensione dal rinculo del pezzo. L'affusto era a crociera (kreuzlafette) su un piedistallo relativamente alto, per permettere il movimento dell'otturatore anche alla massima elevazione del pezzo. L'affusto a crociera permetteva un brandeggio per 360°, ma aumentava il peso e le difficoltà di messa in batteria rispetto agli affusti a cassone o a gambe divaricabili. In ordine di marcia due travi della crociera erano sollevate e le altre erano messe su carrelli a ruota singola (nei primi modelli le ruote erano con gomme piene invece che con pneumatici). Il movimento in elevazione era da -3° a 85°, permettendo quindi al cannone di impegnare anche bersagli terrestri. Il peso del pezzo in batteria era di 4985 kg. I serventi erano protetti dal tiro delle armi leggere da una scudatura fissata all'affusto del pezzo.
Il pezzo dimostrò una notevole precisione sia nel tiro terrestre che in quello contraereo. Una squadra di serventi ben addestrata teoricamente poteva sparare 15 colpi al minuto, cadenza di tiro comunque limitata dalle esigenze logistiche. I colpi erano tutti a cartoccio proietto (cioè con la granata che veniva caricata come corpo unico col bossolo che conteneva la carica di lancio, a differenza di quanto avveniva e avviene con gli obici in cui la granata viene caricata e successivamente si introduce la carica di lancio variabile) del peso di 10,4 kg nel caso del proietto ad alto esplosivo (contro bersagli generici). Successivamente fu introdotto un proiettile perforante del peso di 9,2 kg e con una velocità alla bocca di 820 m/s. Il peso dei proiettili chiarisce le esigenze logistiche che limitavano la cadenza di tiro del pezzo: sparando a pieno ritmo praticamente sarebbe stato necessario un rifornimento di 150 kg/min di munizioni.
Il proiettile ad alto esplosivo aveva una quota massima di 9900 m, ma raggiungeva la massima efficacia a 8000 m, la massima gittata nel tiro terrestre era di 14800 m. Utilizzato come arma anticarro poteva impegnare bersagli con il tiro nel primo arco (tiro diretto) fino a 3000 m.

## 8,8cmFlaK 36
L'esperienza della Guerra di Spagna spinse i progettisti tedeschi a rivedere il progetto del FlaK 18. La piattaforma a kreuzlafette fu conservata, ma ne fu aumentata la stabilità e furono modificati i carrelli, che ora divennero a doppia ruota e sempre con pneumatici. Dato che ora i carrelli anteriore e posteriore erano intercambiabili, il movimento poteva avvenire con la canna rivolta sia in avanti che indietro, accorciando in tal modo i tempi richiesti per mettere il pezzo in ordine di marcia.
La modifica più importante, tuttavia, era nella costruzione della canna, che ora era in tre sezioni, tenute insieme da un manicotto esterno (che caratterizzò tutte le versioni successive del pezzo). In questo modo era possibile sostituire una sola sezione della canna, risparmiando così sull'impiego sia di mano d'opera sia di materiale nel corso della vita del cannone.
Lunghezza della canna, meccanismo di otturazione e scudatura erano uguali a quelli del FlaK 18.

## 8,8cmFlaK 36/41
Nel corso del 1942 la produzione di canne per il FlaK 41 superò la produzione di affusti, quindi, data la pressante necessità di pezzi contraerei, alcune canne furono adattate agli affusti del FlaK 36, dando origine ad un ibrido fra i due pezzi. Non si sa quanti di questi pezzi siano stati effettivamente costruiti.

## 8,8cmFlaK 37
Uno dei problemi più sentiti del tiro contraerei è il problema della determinazione del punto futuro, cioè del punto in cui la traiettoria del proiettile intercetta la traiettoria dell'aereo. Nel FlaK 18 e nel FlaK 36 il punto futuro veniva determinato tramite apparati ottici e la spoletta del proiettile era graduata prima del caricamento. Per migliorare questo sistema di mira nei nuovi modelli di 88 si adottò un sistema di seguire il punto, in cui si doveva seguire con la tacca di mira un punto che si muoveva su una scala graduata. Il punto (di colore diverso per il puntatore in elevazione e per il puntatore in azimuth) era mosso sulla scala da una centrale di calcolo elettromeccanica (Funkmessgerate), che dirigeva il tiro di tutta la batteria di cannoni. Generalmente le batterie erano su 4 pezzi, che tatticamente venivano disposti a losanga (a rombo), con la centrale di tiro al centro. Oltre a questo sul nuovo cannone era previsto un meccanismo per l'impostazione in continuo del ritardo della spoletta (cioè della quota a cui doveva esplodere il proiettile).
Sul FlaK 37 si tornò alla canna in due pezzi del FlaK 18, e questo nuovo sistema di mira praticamente impedì che potesse essere usato nel ruolo anticarri. L'affusto rimase praticamente lo stesso del FlaK 36.
Oltre al FlaK 37 furono costruiti 12 FlaK 37/41, in cui la canna era stata sostituita con quella del FlaK 41.

## 8,8cmFlaK 41
Fin dall'inizio della guerra la Luftwaffe, a cui era demandata tutta la difesa aerea della Germania, si rese conto della necessità di avere un cannone con una maggiore quota operativa, e quindi una maggiore velocità alla bocca. La Rheinmetall-Borsig iniziò lo sviluppo di una nuova canna, producendo i nuovi prototipi nel 1941, ma producendo il cannone completo solo nel 1943. Il meccanismo di recupero e di ammortizzazione del rinculo fu rivisto, spostando la culla in posizione orizzontale e sostituendo il piedistallo con un perno per abbassare l'altezza del pezzo. La nuova canna era lunga 72 calibri, cioè 6,336 m (anche se era definito L/74), costruita in tre parti alesate tenute unite da un manicotto. Il proiettile pesava 9,2 kg ed aveva una velocità alla bocca di 1000 m/s, quindi per caricarlo era stato previsto un calcatoio automatico. La quota massima per il proiettile era di 15000 m, mentre la quota di massima efficacia era di 10000 m. I proiettili ad alto esplosivo per il tiro terrestre avevano un peso di Template:M10.4 ed una gittata massima di 19700 m. Il FlaK 41 aveva un peso di 11240 kg in ordine di marcia e di 7800 kg in batteria. L'angolo di tiro variava da -3° a 90°, mentre il brandeggio restava a 360°. La massima cadenza di tiro (teorica) era di 20 colpi al minuto.

## DKM 438,8cm
Questo cannone si discosta totalmente dalla linea degli altri cannoni da 88 mm ed a rigore non può essere considerato un cannone contraerei, ciononostante può essere inserito in questa voce, considerando che usava la testata dei proiettili antiaerei da 88 mm. Il Dusenkanon (o DKM 43 8,8 cm o DUKA 88 mm, in altre fonti) era un cannone senza rinculo da 88 mm che doveva essere caricato su un caccia pesante (i candidati erano il Bf 110 e lo Ju 88) per impegnare le formazioni aeree alleate. Il cannone aveva un singolo colpo, e due tubi Venturi dopo l'otturatore, per ridurre le forze di rinculo sull'aereo. Il cannone era caricato a terra e, dopo il colpo, il caccia doveva rientrare per riutilizzare nuovamente l'arma. Il progetto era ancora in fase di studio alla fine della guerra.

## I semoventi
Nel 1943 l'esercito tedesco fece costruire 14 veicoli basati sul trattore Daimler-Benz da 18 tonnellate, montando sul trattore stesso una bocca da fuoco 8,8 cm FlaK 37. Le bocche da fuoco erano simili a quelle trainate, a parte il sistema di controllo del tiro. Questo fu fatto semplicemente rimuovendo la crociera di appoggio e fissando il piedistallo sul pianale posteriore. Per proteggere gli artiglieri fu aggiunto uno scudo a tre lati, il cofano motore e il posto di guida furono blindati. L'impiego tattico era previsto come protezione semimobile, considerando che la cadenza di fuoco e la velocità di brandeggio di un pezzo da 88 mm non erano sufficienti a proteggere una colonna in movimento da attacchi a bassa quota. Come per il FlaK 37, era totalmente escluso l'impiego come artiglieria controcarri. Con il deterioramento della situazione bellica il progetto fu abbandonato.

## Impiego
Il primo impiego bellico dell'88 fu nella guerra di Spagna, in dotazione alla Legione Condor (il reparto della Luftwaffe inviato in appoggio alle truppe nazionaliste). Usato inizialmente nel suo ruolo nominale (contraerei), nel 1937 fu considerato utile anche nel ruolo controcarri e da quel momento fu utilizzato anche nel ruolo terrestre, tanto che nell'offensiva contro la Catalogna (ultima grande offensiva della guerra) i colpi sparati contro bersagli aerei furono solo il 7% del totale.
Nonostante questi risultati non tutti erano convinti della soluzione di utilizzare cannoni contraerei in funzione controcarri, tanto che questa modalità di impiego non era ancora stata codificata all'inizio della seconda guerra mondiale. Tuttavia la Waffenamt (Ispettorato per le armi) continuò a studiare proiettili perforanti per questa arma. Il 21 maggio 1940 la 7ª Panzerdivision fu attaccata da due divisioni di fanteria (5ª e 25ª Divisione fanteria) britanniche, rinforzate da una brigata corazzata (1st Army Tank Brigade) nei pressi di Arras in Francia. I carri Matilda britannici ebbero presto ragione dei Panzer 38(t) che formavano la parte più consistente dei carri tedeschi, ed investirono direttamente le fanterie, senza che i 3,7 cm PaK 36 riuscissero a fermarli. A quel punto il comandante della divisione (generale Rommel) ordinò di mettere in posizione gli 88 che, finalmente, ebbero ragione delle corazze dei carri britannici. Da quel momento l'utilità degli 88 nell'uso controcarri non fu più messa in discussione.
Rommel continuò ad usare gli 88 come arma controcarri per tutta la Campagna del Nord Africa. Particolarmente rilevante sotto questo aspetto è la difesa del Passo Halfaya, noto fra i carristi britannici come Hellfire Pass (passo del fuoco dell'inferno). Fino alla fine della guerra gli 88 contraerei furono utilizzati su tutti i fronti anche come armi controcarri, anche dopo che erano stati sviluppati cannoni controcarri dello stesso calibro.
Tuttavia l'uso controcarri non distolse gli 88 dal loro compito primario, che era quello di impegnare le forze aeree nemiche. Utilizzati dalla Wehrmacht inquadrati nell'artiglieria contraerei divisionale, ogni divisione aveva in organico un Abteilung (gruppo) contraerei su 8 pezzi da 88 mm e 18 pezzi da 20 mm, serviti 762 uomini. I cannoni da 88 mm furono impiegati anche dalla Luftwaffe per la difesa territoriale della Germania. Attorno alle città tedesche furono realizzate vere e proprie barriere antiaeree per fermare le incursioni dei bombardieri alleati, e, fin dal 1941, i calibri maggiori furono installati su speciali torri da cui avevano possibilità di tiro senza ostacoli terrestri. In questo impiego, basta ricordare che Monaco era circondata da 33 batterie contraerei, comprendenti 66 cannoni da 88 dei vari tipi. Gli effetti della FlaK sono riportati da un documento dello SHAEF del gennaio 1945:
(citato da J. Norris. op. cit. pag. 14)
Dopo la seconda guerra mondiale, il cannone rimase in servizio in un numero limitato di esemplari in Jugoslavia, anche come cannone navale sulla nave scuola Galeb. Furono utilizzati anche dall'esercito norvegese i cannoni lasciati dai tedeschi dopo la resa.

### L'impiego nel Regio Esercito
- cartoccio-proietto contraerei (spoletta meccanica)
- granata perforante L/3.9
- granata dirompente L/4.5 (KE)

Nel giugno del 1939 l'Italia aveva forti crediti (circa 300 milioni di lire dell'epoca) nei confronti della Germania per la cessione di materiali lavorati, quindi il Ministero della Guerra propose che venissero saldati con la cessione di 50 batterie di 8,8 cm FlaK (88/55 nella denominazione italiana), pari a 300 bocche da fuoco e relativo munizionamento. Mentre la proposta fu accettata in linea di massima, le autorità tedesche fecero presente di non avere a disposizione tanti pezzi, quindi saldarono il debito in parte con gli 8,8 cm FlaK ed in parte con i 7,5 cm M37(t) (75/50 nella denominazione italiana). Nella proposta presentata dalle autorità tedesche era prevista anche la fornitura da parte italiana di parti meccaniche per cannoni contraerei e controcarri, quindi la produzione di componenti per artiglierie fu avviata nelle officine Ansaldo (Genova e Pozzuoli) e OTO. Le batterie erano fornite complete di centrale di tiro Zeiss Mod. 36 e relative apparecchiature ausiliarie.
Le batterie cominciarono a giungere in Italia pochi giorni dopo l'ingresso dell'Italia in guerra, ed inizialmente furono assegnati in parte alla MACA per la protezione delle principali città ed in parte inviate in Libia per la protezione dei porti. Alcuni gruppi furono successivamente assegnati a reparti mobili motocorazzati, ma fu subito evidente che il Regio Esercito non aveva a disposizione un trattore con caratteristiche adatte al traino del pezzo, dato che il compito era affidato ai Lancia 3Ro, privi di trazione integrale. Alla fine del 1940 erano disponibili 44 pezzi e relative centrali di tiro. A partire dall'ottobre 1942 diverse batterie, pur restando tedesche, furono utilizzate da personale italiano per la protezione di infrastrutture militari e centri abitati, pratica ulteriormente intensificata nel 1943, arrivando ad interessare più di 100 batterie. Oltre ai cannoni che giungevano per i canali stabiliti nel 1940, nel 1943 furono trasferiti 24 pezzi e relativi trattori Sd.Kfz. 7, destinati all'equipaggiamento della 1ª Divisione corazzata "M". L'88/55 nel Regio Esercito fu utilizzato nel suo ruolo naturale, cioè come arma contraerei, e l'utilizzo come cannone controcarri fu limitato all'Africa Settentrionale (Libia e Tunisia) per pochi gruppi autocampali.

## I trattori
Per assicurare la mobilità di artiglierie del peso dei cannoni da 88 mm (superiore sempre alle 5 t in ordine di marcia) erano richiesti trattori particolarmente potenti, e, nell'ambito delle forze armate tedesche, la mobilità veniva assicurata con i semicingolati da 8 t. Tuttavia fino al 1934 non erano in servizio veicoli abbastanza potenti, quindi nei primi anni di servizio gli 88 erano trainati dai Sd.Kfz. 11. Il primo trattore effettivamente adatto fu il veicolo KMm 8, prodotto dalla Krauss-Maffei di Monaco di Baviera a partire dal 1934. Tuttavia il veicolo maggiormente utilizzato fu il Sd.Kfz. 7, che comparve nel 1938 come evoluzione del veicolo precedente. Gli 88 del Regio Esercito venivano trainati dai Breda 61, semicingolati di struttura simile ai Sd.Kfz. 7, quando questo si rese disponibile. Presumibilmente fu usato come trattore in condizioni di emergenza anche il Sd.Kfz. 9. È documentato l'utilizzo come trattore anche dello Spa 41 Dovunque.

## Galleria fotografica: FlaK

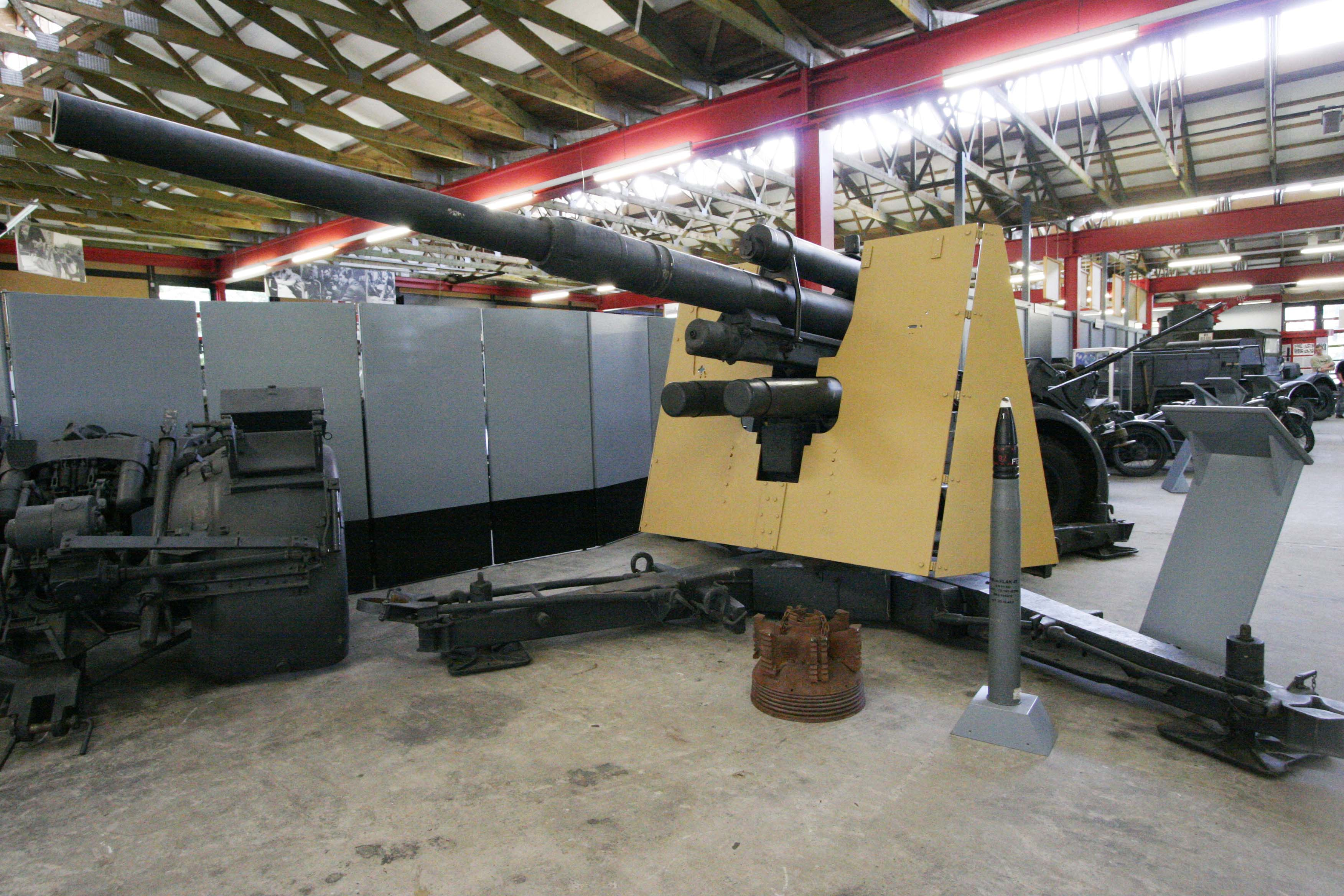
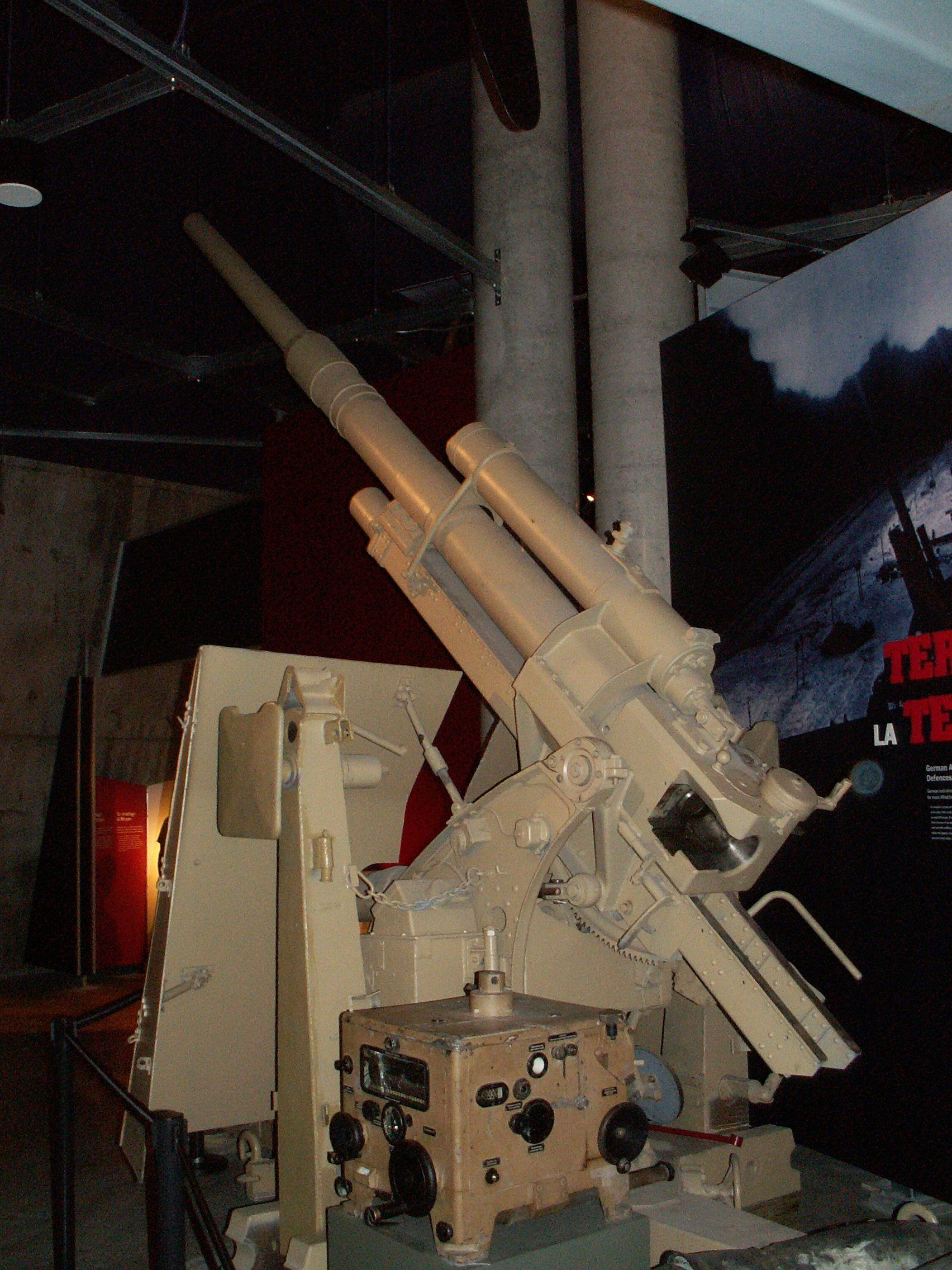
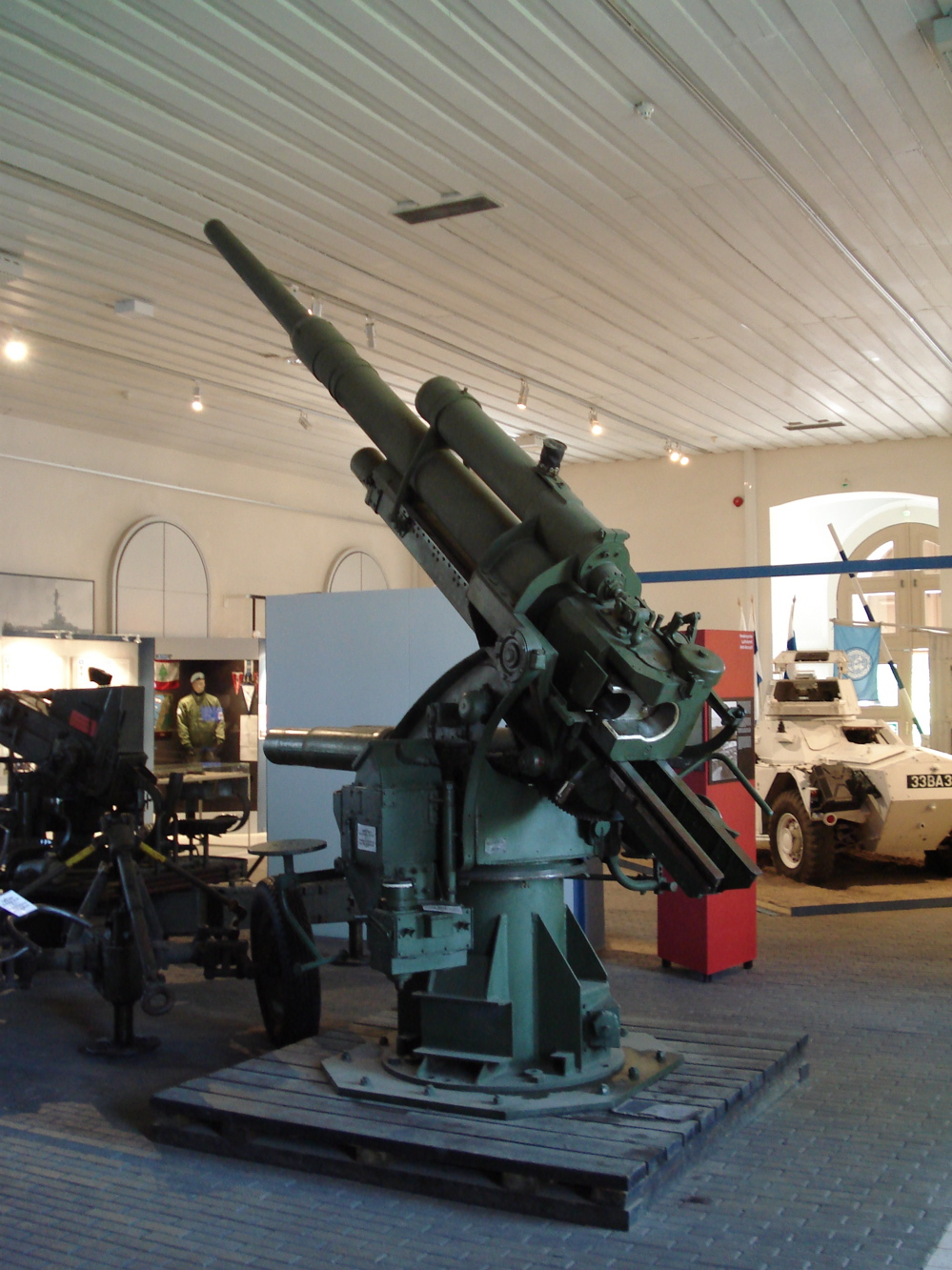
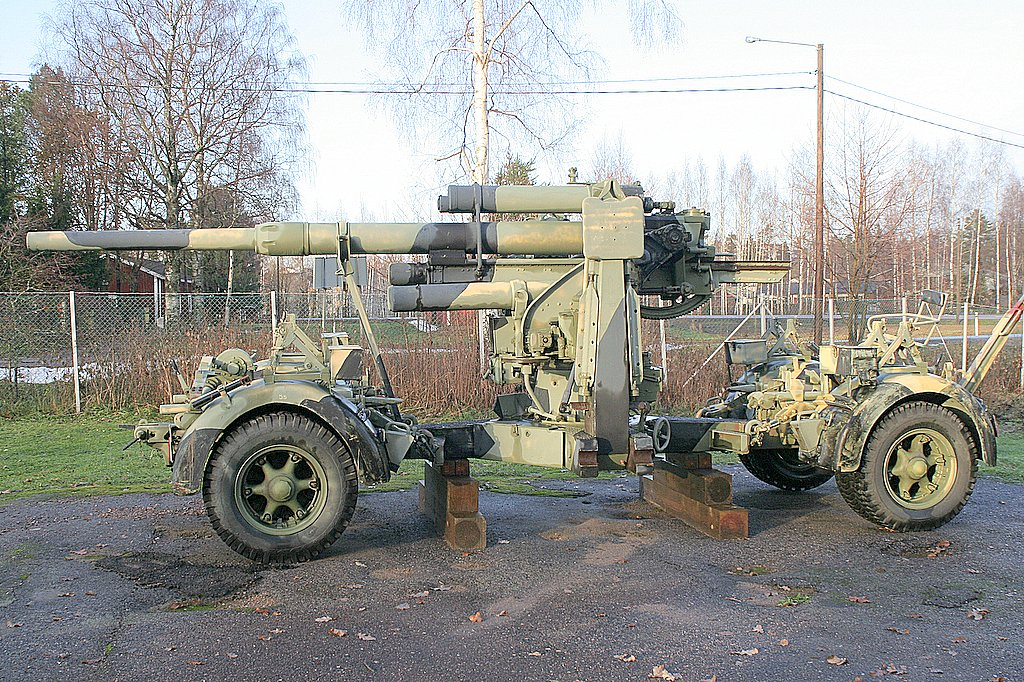
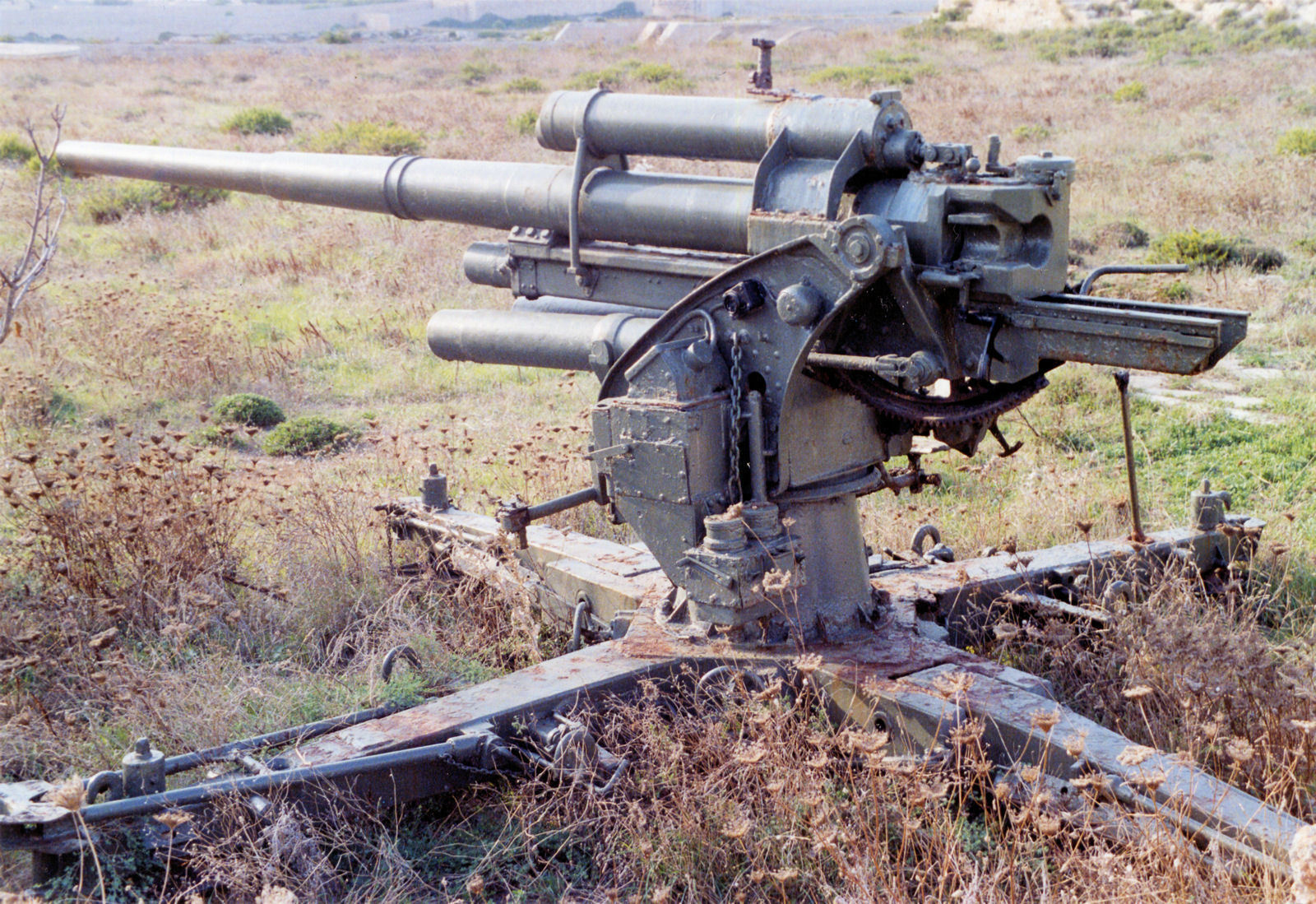
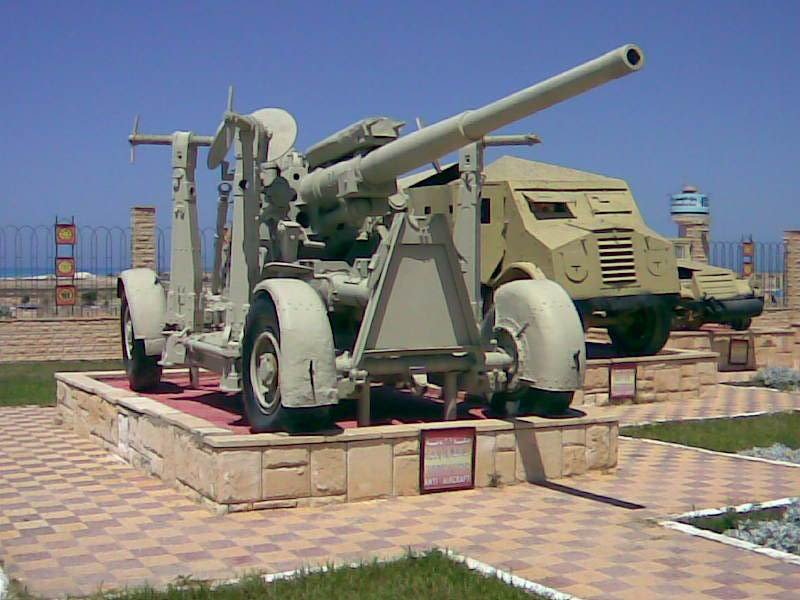